# Мусагаджиев, Закарья Мусагаджиевич
Закарья Мусагаджиевич Мусагаджиев (10 января 1989, с. Пятилетка, Хасавюртовский район, Дагестанская АССР, РСФСР, СССР) — российский кикбоксер и тайбоксер, чемпион Европы по кикбоксингу. 6-ти кратный чемпион России по тайскому боксу и кикбоксингу (К-1), 2-х кратный чемпион Европы по кикбоксингу (К-1), чемпион Мира по кикбоксингу (К-1). Мастер спорта России по кикбоксингу.

## Спортивная карьера
Кикбоксингом и тайским боксом начал заниматься в 2004 году в Махачкале в СК «Скорпион». Занимался под руководством Зайналбека Зайналбекова, Анварбека Амиржанова и Арслана Даудова. 5 февраля 2005 года выиграл свое первое соревнование, став чемпионом Дагестана по тайскому боксу в весе 60 кг. В апреле 2005 года в Москве выиграл кубок Москвы по тайскому боксу и стал кандидатом мастера спорта по тайскому боксу. В том же 2005 году он победил на Кубке Ростова и Кубке Дагестана. В 2006 году выиграл чемпионат России в городе Сочи в весовой категории до 63.5 кг. В феврале 2006 года стал обладателем кубка Республики Дагестан по тайскому боксу среди юниоров в весовой категории 63.5 кг. В марте на чемпионате мира в Бангкоке стал призёром. В мае 2006 года победил на первенстве Республики Дагестан по кикбоксингу в категории «евротай» среди юниоров 1988-1989 г.р. Чемпион России среди юниоров 2006 года по кикбоксингу (категория киктайбоксинг) в весовой категории до 63.5 кг. В 2008 году стал чемпионом Европы по кикбоксингу в разделе K-1, соревнования проходили в поргутальском Гимарайнше. В 2009 году выиграл чемпионат мира по кикбоксингу в разделе K-1 в австрийском ВИЛЛАХе стал победителем. В октябре 2010 года в Баку стал чемпионом Европы в разделе К-1. И Стал ЗАСЛУЖЕННЫМ МАСТЕРОМ СПОРТА. по К1. WAKO.

## Спортивные достижения
- Чемпионат Европы по кикбоксингу 2008 — ;
- Чемпионат мира по кикбоксингу WAKO 2009 — ;
- Чемпионат Европы по кикбоксингу 2010 — ;

## Личная жизнь
Родом из села Тинди Цумадинского района. Родился в селении Пятилетка Хасавюртовского района, где проучился в школе до 10 класса, после перевелся на учебу в Махачкалу, в 2006 году окончил школу №42. Окончил Дагестанский государственный педагогический университет, спортивно-педагогический факультет.